# Romazières
Romazières – miejscowość i gmina we Francji, w regionie Nowa Akwitania, w departamencie Charente-Maritime.
Według danych na rok 1990 gminę zamieszkiwało 99 osób, a gęstość zaludnienia wynosiła 11 osób/km² (wśród 1467 gmin regionu Poitou-Charentes Romazières plasuje się na 890. miejscu pod względem liczby ludności, natomiast pod względem powierzchni na miejscu 884.).